# ボートシルカ市

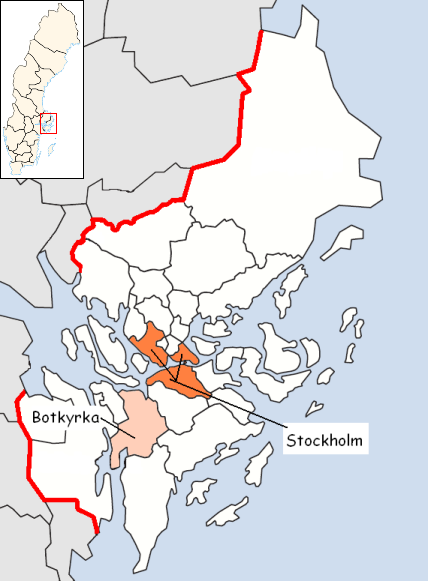
ストックホルム県におけるボートシルカ市の位置（桃色の地域）

ボートシルカ市章

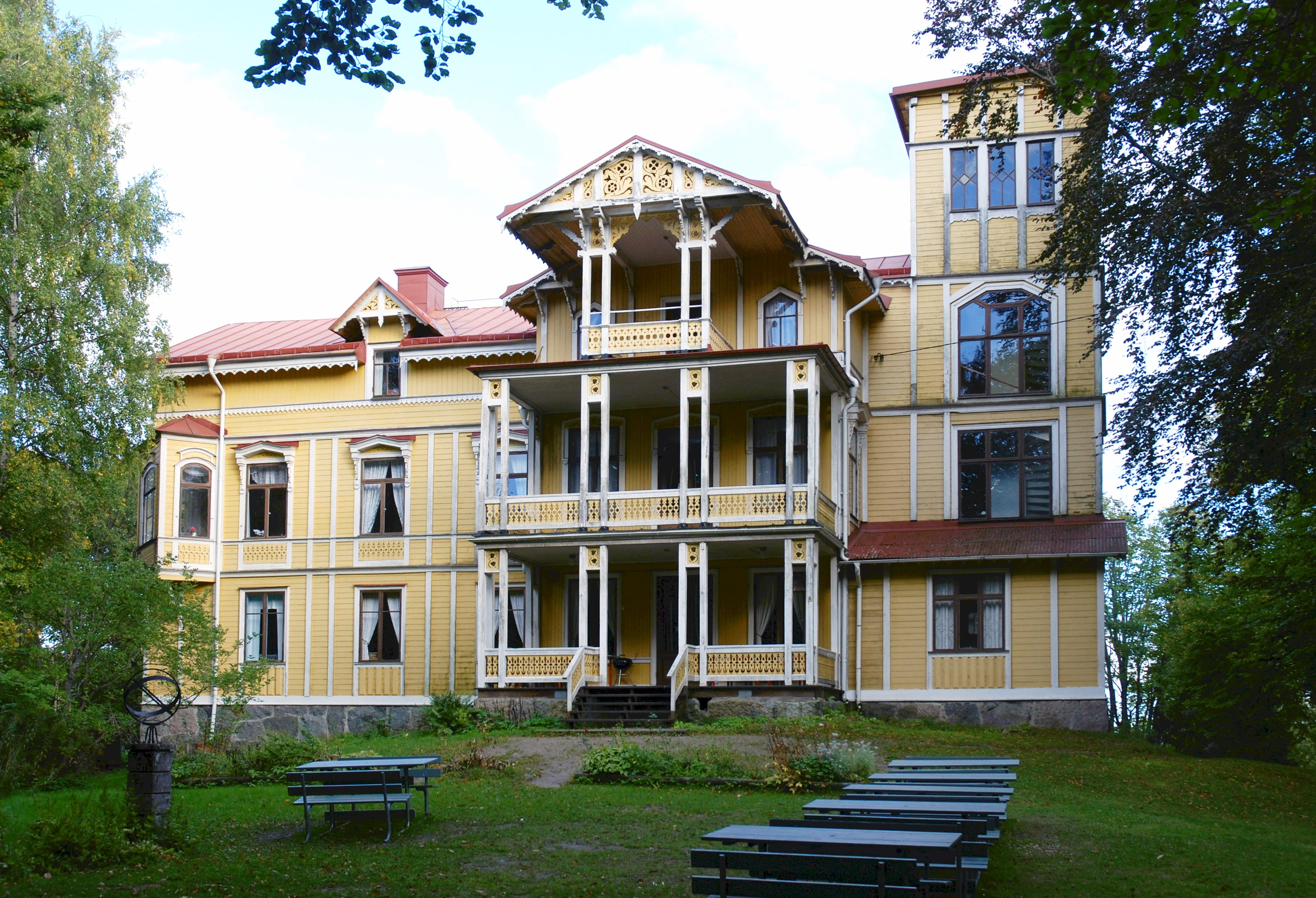
ボートシルカの建造物

ボートシルカ市（ボートルシカし、スウェーデン語: Botkyrka kommun  発音）は、スウェーデンのストックホルム県にある市。地方としてはセーデルマンランド地方に属する。2021年12月31日現在の人口は95,318人（スウェーデン統計局調べ）。面積は 222 km2。ストックホルム県の東部に位置し、最北部はメーラレン湖、最南部はバルト海に接している。隣接する自治体はサーレム市、ニーネスハム市、ハーニンゲ市、フッディンゲ市。